# Sacabambaspis
Сакабамбаспіс (Sacabambaspis) — вимерлий рід безщелепних риб, що жив в ордовицькому періоді 461—450 млн років тому. Жив на мілководді на континентальних околицях Гондвани. Це найвідоміший арандаспід з багатьма відомими зразками. Типовий вид — Sacabambaspis janvieri.

## Опис
Сакабамбаспіс був приблизно 27 сантиметрів завдовжки. За формою тіла віддалено нагадував пуголовка з великою головою, пласким тілом, звивистим хвостом і відсутністю плавників. У нього були характерні, розташовані спереду очі, схожі на автомобільні фари.

### Броня
Сакабамбаспіс мав лицьовий щиток, що складався з великої верхньої (дорсальної) пластини, який підіймався до невеликого гребеня по середній лінії тіла, і глибоко вигнутої нижньої (вентральної) пластини. Цей лицьовий щиток був вкривали характерні краплеподібні горбки або горбки у формі дубового листка. Крім того, він мав вузькі відгалуження, які з'єднували ці дві пластини з боків і прикривають зяброву щілину. Очі були висунуті далеко вперед, а між ними, можливо, розміщались дві маленькі ніздрі. Вважається, що вони були оточені кісткою ендоскелету в крайній передній частині голови, що є однією з характерних ознак арандаспід. Решта тіла посткраніально була вкрита довгими, схожими на паски лусочками.

### Хвіст
Хвіст сакабамбаспіса складався з відносно великих спинної та черевної перетинок і видовженої нотохорди, задній кінець якої був облямований невеликою плавниковою перетинкою. Така будова хвоста явно відрізняється від гетеростраків, яких зараз об'єднують з арандаспідами та астраспідами в кладу Pteraspidomorphi — парноніздрьові (Gagnier, 1993, 1995; Donoghue та Smith, 2001; Sansom та інші, 2005), у яких хвостовий плавець виглядає дифіцеркальним (тобто симетричним) і укріплений кількома великими радіальними члениками (Janvier, 1996).

## Історія відкриття

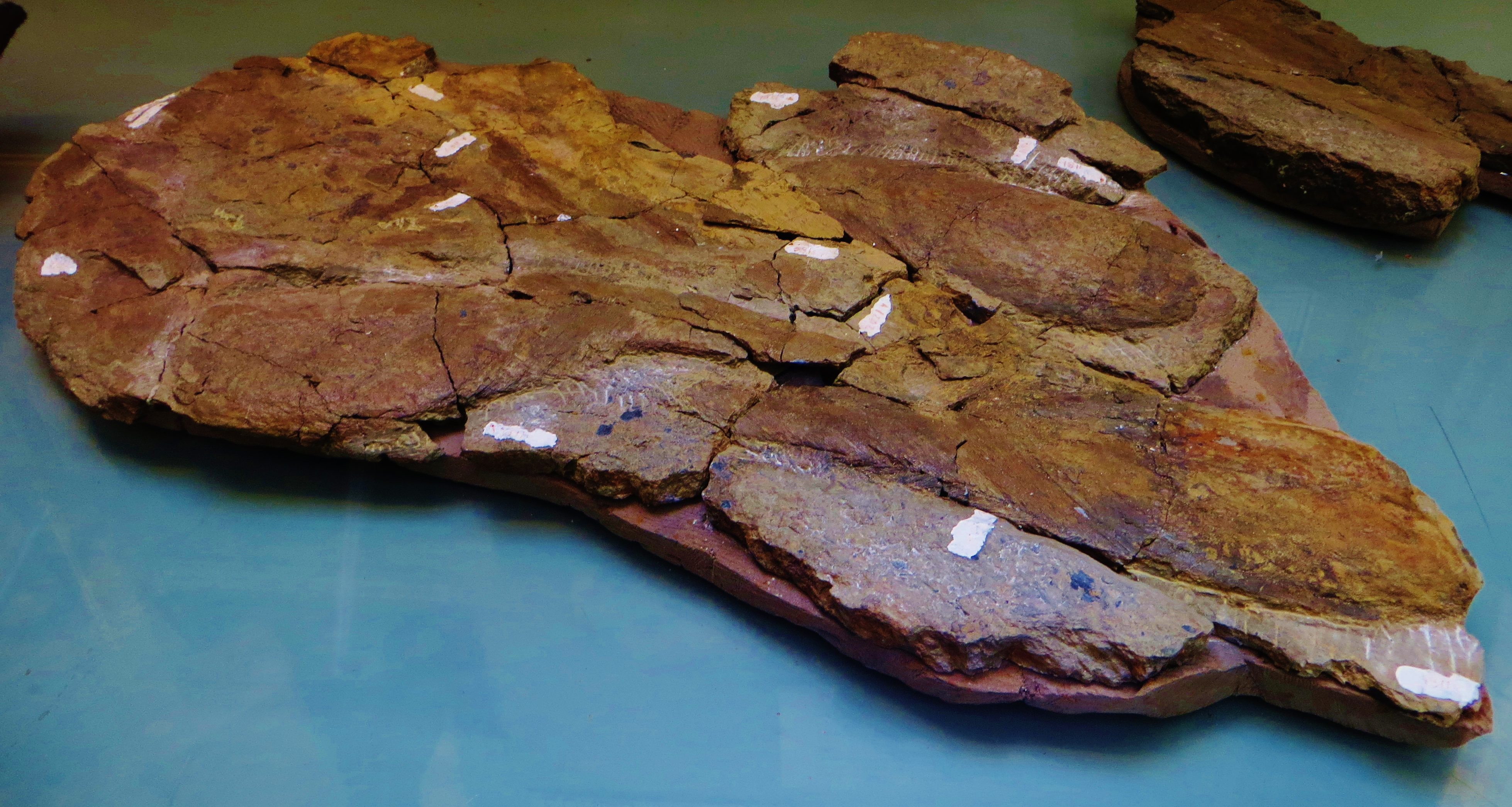
Зразок сакабамбаспіса в Музеї природничої історії, Париж

Сакабамбаспіс названий на честь міста Сакабамба, департамент Кочабамба, Болівія, де були знайдені перші скам'янілості цього роду. S. janvieri (Gagnier, Blieck та Rodrico, 1986) — типовий вид роду, відомий з формації Ансальдо. Всього відомо 30 особин цього болівійського виду, які скупчилися на дуже обмеженій території, що, як вважають, є наслідком загибелі риби, ймовірно, через раптовий приплив прісної води після сильного шторму. Вони були знайдені в одній локації з великою кількістю язичкових брахіоподів, які також загинули в той самий час.
Невизначені зразки (описані як «Sacabambaspis sp.») були знайдені в багатьох країнах, що відповідають околицям Гондвани. Янг у 1997 р. описав скам'янілості цього роду з алевроліту Стокса та пісковику Кармайкла в Центральній Австралії. Окремі лусочки, знайдені в алевроліті Хорн-Крік з Центральної Австралії, мають дуже схожий орнамент з болівійськими лусочками. Також повідомлялося про зразки з Аргентини. Sansom та ін. у 2009 описали зразки з формації Амдех в Омані на Аравійському півострові. Оманські знахідки показали, що риба була присутня по всій периферії стародавнього континенту Гондвани, а не тільки в південних регіонах, як це було раніше засвідчено знахідками з Південної Америки та Австралії.

## Палеобіологія
Хоча він не мав щелеп, рот Sacabambaspis janvieri був вистелений майже 60 рядами маленьких кісткових пластинок, які, ймовірно, були рухомими, щоб забезпечити більш ефективну смоктальну дію шляхом розширення і скорочення ротової порожнини та глотки.
Скам'янілості сакабамбаспіса демонструють чіткі ознаки сенсорної структури (система бічних ліній). Це лінія пор, у кожній з яких розташовані відкриті нервові закінчення, здатні вловлювати незначні рухи у воді, наприклад, хижаків. Розташування цих органів у вигляді прямих ліній дозволяє рибі визначати напрямок і відстань, звідки надходить хвилювання у воді.

## У популярній культурі
У 2023 році сакабамбаспіс став джерелом мемів і фанартів після вірусного твіту в серпні 2022 року про погано реконструйовану модель сакабамбаспіса з Музею природознавства Гельсінкі у Фінляндії.